# 지나 프린스바이스우드
지나 프린스바이스우드(영어: Gina Prince-Bythewood, 1969년 6월 10일 ~ )는 미국의 영화 감독, 영화 각본가이다. 3세 때 입양되어 캘리포니아주에서 자라났으며, 캘리포니아 대학교 로스앤젤레스(UCLA)를 졸업하였다. 대표적인 연출 작품으로 《블랙버드》(2014)가 있다. 남편인 레지 록 바이스우드도 영화 제작자이다.
감독 데뷔작인 《러브 앤 바스켓볼》(2000)은 선댄스 영화제에서 상영되었으며, 인디펜던트 스피릿 어워드 시상식에서 신인각본상을 수상하며 인정받았다. 영화 이전에 TV시리즈 연출과 시나리오작가로 이름을 알린 그녀는 TV와 스크린을 오가며 꾸준히 활동 중이다.

## 연출 작품 목록

### 영화
| 연도 | 제목             | 원제                    | 역할 | 역할 | 역할 |
| 연도 | 제목             | 원제                    | 감독 | 각본 | 제작 |
| ---- | ---------------- | ----------------------- | ---- | ---- | ---- |
| 2000 | 러브 앤 바스켓볼 | Love & Basketball       | 예   | 예   |      |
| 2003 | 바이커 보이즈    | Biker Boyz              |      |      | 예   |
| 2008 | 벌들의 비밀 생활 | The Secret Life of Bees | 예   | 예   |      |
| 2014 | 블랙버드         | Beyond the Lights       | 예   | 예   |      |
| 2020 | 올드 가드        | The Old Guard           | 예   |      |      |
| 2022 | 더 우먼 킹       | The Woman King          | 예   |      |      |